# Șupitca, Botoșani
Șupitca este un sat în comuna Coșula din județul Botoșani, Moldova, România.